# Trófimo
Trófimo é um personagem bíblico do Novo Testamento, oriundo de Éfeso e que é citado no livro de Atos como um dos companheiros do apóstolo Paulo em sua terceira viagem missionária. Ele é um dos Setenta Discípulos mencionado em Atos 20:4 e Atos 21:29.
Acredita-se também que este Trófimo seja o mesmo de II Timóteo 4:20. 

## Ligações Externas
- Tiquico Arquivado em 17 de abril de  2008, no Wayback Machine., Christian Courier